# Fernand Crommelynck
Fernand Crommelynck (París, 19 de noviembre de 1886-Saint-Germain-en-Laye, 17 de marzo de 1970) fue un dramaturgo de origen belga que desarrolló el teatro de vanguardia, siendo su obra más conocida El magnífico cornudo.

## Biografía
Escritor, dramaturgo y actor belga nacido en París el 19 de noviembre de 1886, sus padres lo llevaron a Bélgica, donde pasó su infancia y su juventud, familiarizándose con la vida teatral. Debutó como dramaturgo a los 18 años con una comedia en verso, Ya no iremos más al bosque (1904), a la que siguió El escultor de máscaras (1906). A su regreso a París se dedicó al periodismo, simultaneando a partir de entonces las dos ciudades, París y Bruselas. Más tarde escribió El mercader de lamentos (1913), El magnífico cornudo (1919), que obtuvo un gran éxito y consagró definitivamente su carrera como dramaturgo; Los amantes pueriles (1922), Tripas de oro (1925), Corine (1929) y Una mujer que tiene el corazón demasiado pequeño (1934), entre otras. 
Crommelynck pertenece a la tradición de los grandes artistas flamencos, de quienes parece haber heredado su extraña originalidad. Pertenece al Flandes de los alucinados, no solamente por su apariencia ascética, tensa, febril, sino también por esa cualidad de su sueño que lo aísla de la realidad exterior, por la violencia con que describe y opone sentimientos contradictorios y, sobre todo, por el lirismo tumultuoso que los anima. Los últimos años de su vida los pasó en su residencia de Rapallo (Italia), donde residió con sus cuatro hijos. Allí escribió sus últimas obras: Caliente y frío y El cementerio de los amores.
Falleció en la localidad francesa de Saint-Germain-en-Laye el 17 de marzo de 1970, a los 83 años.